# Siegfried Berndt
Siegfried Berndt (* 19. April 1880 in Görlitz; † 30. Juni 1946 in Dresden) war ein deutscher Grafiker und Maler. Er wird kunstgeschichtlich der „Verschollenen Generation“ zugerechnet.

## Leben
Berndt studierte von 1899 bis 1906 an der Dresdner Kunstakademie, wo er Meisterschüler von Eugen Bracht wurde. 1901/02 studierte er zwei Semester in Leipzig. Früh zeichnete er sich durch hervorragende Leistungen aus. 1904 erhielt er die Silberne Medaille und zum Abschluss seines Studiums den Großen Preis der Dresdner Akademie, womit ein umfangreiches Reisestipendium verbunden war, das ihn nach Paris, Brüssel, Antwerpen, London und Schottland führte. Ab 1908 arbeitete er als Assistent im Atelier von Bracht. 1909 war er Gründungsmitglied der Künstlervereinigung Dresden. Er nahm u. a. an deren erster Ausstellung 1910 teil.
Während des Ersten Weltkriegs war Berndt vornehmlich als Kriegsmaler tätig. Ab 1918 arbeitete er als Dozent in der Architektenklasse der Kunstakademie. Er nahm, vor allem in Dresden, an bedeutenden Zahl von Ausstellungen teil, u. a. in der Galerie Ernst Arnold. 1932 bis 1941 war er als Kunst- und Werklehrer an der Freien Waldorfschule Dresden beschäftigt. Die Schule wurde 1941 geschlossen und Berndt entlassen. In der Zeit des Nationalsozialismus war Berndt Mitglied der Reichskammer der bildenden Künste. Seine Teilnahme an großen Ausstellungen in Dresden ist bis 1943 sicher belegt.
1937 wurden im Rahmen der deutschlandweiten konzertierten Aktion Entartete Kunst aus der Staatlichen Gemäldegalerie Dresden und dem Stadtmuseum Dresden drei Bilder Berndts, die nicht dem nationalsozialistischen Kunstkanon entsprachen, beschlagnahmt und anschließend vernichtet. Berndt litt persönlich unter der Geistlosigkeit des Faschismus.
Nach dem Ende des NS-Staats lebte und arbeitete Berndt wieder in Dresden. Gegen Ende seines Lebens vernichtete er resigniert viele seiner Bilder. An die offizielle Wiederentdeckung eines anthroposophischen Malers war in der DDR nicht zu denken. Erst nach der Wende gerieten seine nahezu vergessenen Werke wieder in den Fokus des Interesses. Einen ersten Werkkatalog unter besonderer Berücksichtigung der Farbholzschnitte veröffentlichte Andreas Albert 2013.

## Werk

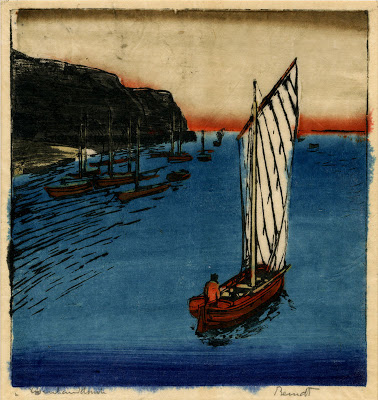
Auf der Reede (ca. 1925)

Berndts künstlerischer Weg führte vom Impressionismus, den er in Paris kennenlernte, über den Expressionismus bis hin zur Neuen Sachlichkeit. Dabei wurde schon seinen impressionistischen Werken überregionale Aufmerksamkeit zuteil, wovon mehrere Ausstellungsbeteiligungen auch in Berlin zeugen. Seine intensive Beschäftigung mit der Technik des Farbholzschnitts begann bereits 1903. Durch sie gelangte er schließlich zum Expressionismus. Dabei erweiterte und verfeinerte er die Möglichkeiten der Drucktechnik ständig und gab zeitweilig sogar Holzschnitt-Kurse für die Professoren der Dresdner Kunstakademie. Beinahe jährlich finden sich seine Werke nun in Ausstellungen. Eine stilistische Änderung hin zur Neuen Sachlichkeit lässt sich ab den 1930er Jahren bei Berndt beobachten.

## Museen und öffentlichen Sammlungen mit Werken Berndts (unvollständig)
- Altenburg (Thüringen): Lindenau-Museum
- Dresden: Galerie Neue Meister[5]
- Dresden: Kupferstichkabinett[5]
- Dresden: Gemäldegalerie Alte Meister
- Gera: Otto-Dix-Haus

## Werke

### 1937 als „entartet“ nachweislich beschlagnahmte und vernichtete Bilder Berndts
- Straße (Aquarell; Stadtmuseum Dresden)

- Der Teich (Tafelbild; Staatliche Gemäldegalerie Dresden)

- Sitzender Junge (Tafelbild, Öl; Staatliche Gemäldegalerie Dresden)

### Illustrationen (Auswahl)
- Der Gesundbrunnen-Kalender des Dürerbundes 1931. Sieben-Stäbe-Verlag, Berlin, 1931 (u. a. mit 2 Original-Lithographien)

## Ausstellungen

### Sicher belegte Teilnahme an Ausstellungen in der Zeit des Nationalsozialismus
- 1934: Dresden, Brühlsche Terrasse („Dresdner Kunstausstellung“)
- 1934: Dresden, Brühlsche Terrasse („Sächsische Kunstausstellung“)
- 1939: Dresden, Städtische Kunsthalle („Kunstausstellung Dresden“)
- 1940: Dresden („Dresdner Künstlerbund. Erste Ausstellung Kriegsjahr 1940“)
- 1941 und 1943: Dresden, Brühlsche Terrasse („Große Dresdner Kunstausstellung“)

### Ausstellungen nach dem Ende des NS-Staates
- postum 1948: Radebeul, Haus der Kunst („Dresdner Impressionisten“)[6]